# Койчах-ам-Зе
Койчах-ам-Зе (нем. Keutschach am See) — община (нем. Gemeinde) в Австрии, в федеральной земле Каринтия.
Входит в состав округа Клагенфурт. Население составляет 2340 человек (на 31 декабря 2005 года). Занимает площадь 28,36 км². Официальный код — 2 04 12.

## Политическая ситуация
Бургомистр общины — Герхард Олешко (АБА) по результатам выборов 2003 года.
Совет представителей общины (нем. Gemeinderat) состоит из 19 мест.
- АБА занимает 9 мест.
- СДПА занимает 6 мест.
- АНП занимает 3 места.
- Партия BLK занимает 1 место.

## Фотографии
- Замок
- Церковь